# Route 10 (Terre-Neuve-et-Labrador)
Pour les articles homonymes, voir Route 10.
La route 10 est une route secondaire de la province de Terre-Neuve-et-Labrador, située dans l'est de la province, suivant l'extrémité sud et est de la péninsule d'Avalon, suivant la côte de l'océan Atlantique. Elle est une route moyennement empruntée sur toute sa longueur, reliant notamment Trepassey à Saint-Jean, ainsi que plusieurs villages le long de la côte. De plus, elle mesure 174 kilomètres, et est une route asphaltée sur l'entièreté de son tracé.

## Tracé
La 10 débute au terminus sud de la route 90, à Saint-Vincent's, le long de la baie Saint-Mary's. Elle se dirige vers le sud-est sur 19 kilomètres, puis tourne légèrement vers l'est, contournant la baie de Trepassey. Elle traverse la ville du même nom, Trepassey, puis continue de se diriger vers l'est. À Portugal Cove South, elle s'éloigne un peu de la côte pour 32 kilomètres, jusqu'à Cappahayden, où elle tourne vers le nord. Elle se dirige ensuite vers le nord sur 80 kilomètres, contournant de nombreuses baies, en étant peu sinueuse. Elle rejoint Ferryland, Witless Bay et Bay Bulls, où elle croise la route 13. Elle atteint la route 3, qu'elle crois en tournant à droite, puis se dirige vers le nord sur une ligne droite en traversant le quartier de Goulds. Elle croise la route 11, puis elle atteint la route 2, autoroute reliant le centre-ville de Saint-Jean à la Route Transcanadienne, où elle se termine sur un échangeur diamant, à Mount Pearl.

## Parcs Provinciaux
- Parc Provincial Chance Cove
- Parc Provincial La Manche

## Attraits
- Trepassey Area Museum
- Captain William Jackman Museum
- Colony of Avalon Archeological Dig Interpretive Centre
- Ferryland Museum
- Ferryland Head Lighthouse
- Bay Bulls Museum

## Communautés traversées
- Saint-Vincent's
- Saint-Stephen's
- Peter's River
- Daniel's Point
- Trepassey
- Biscay Bay
- Portugal Cove South
- Cappahayden
- Fermeuse
- Aquaforte
- Ferryland
- Calvert
- Cape Broyle
- Tors Cove
- Mobile
- Witless Bay
- Bay Bulls
- Big Pond
- Williams
- Goulds
- Mount Pearl